# مايكل كول جنسن
مايكل كول جنسن (بالإنجليزية: Michael C. Jensen)‏ هو اقتصادي أمريكي، ولد في 30 نوفمبر 1939 في روشستر في الولايات المتحدة.

## وصلات خارجية
- مايكل كول جنسن على موقع الموسوعة البريطانية (الإنجليزية)